# ورنن سنتر (نیوجرسی)
ورنن سنتر، نیوجرسی (به انگلیسی: Vernon Center, New Jersey) یک منطقهٔ مسکونی در ایالات متحده آمریکا است که در ورنون، نیوجرسی واقع شده‌است.

## خصوصیات
ورنن سنتر ۷٫۶۵۷ کیلومترمربع مساحت و ۱٬۷۱۳ نفر جمعیت دارد و ۲۴۹ متر بالاتر از سطح دریا واقع شده‌است.